# Силенко Святослав Тарасович
Святослав Тарасович Силенко (3 березня 1994, Київ) — український музикант, мультиінструменталіст, кобзар, композитор, актор, мандрівник, засновник і лідер гурту «SVIATOSLAV», учасник гурту «Хорея Козацька».

## Життєпис
Народився 3 березня 1994 в Києві, у сім'ї відомих бандуристів — Тараса та Нелі Силенків. Зростав і провів своє дитинство в районі Академмістечка, з якого вийшло багато діячів української культури. Вже в 4 роки навчився читати й захопився історичною літературою та індіанцями північної Америки. Книжки А. Кащенка, С. Черкасенка, В. Малика, Сат-Ока, Ф. Купера та ін. формували світогляд юного музиканта.

### Освіта
Гру на старосвітській бандурі та значну частину репертуару перейняв від свого батька, Тараса Силенка і вже з 5 років, активно концертував разом з татом по Україні та закордоном.
Перші 9 класів навчався у Київській Гімназії №287, де був активним учасником мистецьких заходів; паралельно — у музичних школах (за класом піаніно та гітари).
Після 9 класу перейшов у вечірню школу №5 та вступив до студії по підготовці акторських кадрів при  Національній заслуженій капелі бандуристів імені Георгія Майбороди (2010 — 2012), де навчався у Яницького Йосипа Кузьмовича, Опенька Володимира Васильовича, Нещотного Геннадія Никаноровича.
В 2011 був учасником гурту «Чур» (вокал, старосвітська бандура, народні духові).
У 2016 закінчив Кафедру музичного мистецтва Київського національного університету культури і мистецтв 1 курс по класу бандури; в цей час став лауреатом конкурсу «ЧЕРВОНА РУТА — 2013», Київ за напрямком — «кобзарсько-лірницьке виконавство», а з 2-4 курсу перевівся на заочне відділення кафедри фольклору. 

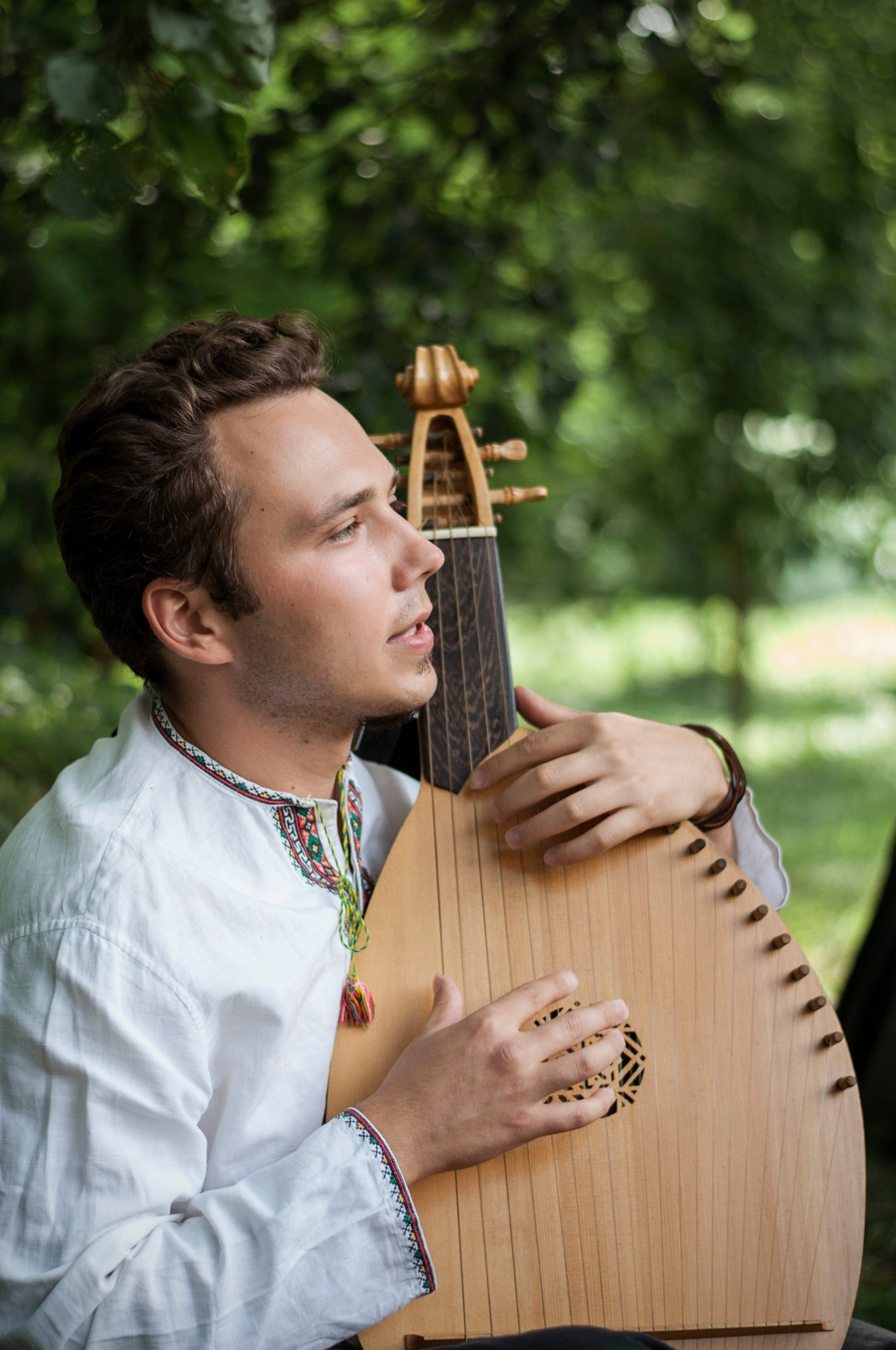
Святослав Силенко на фестивалі «Древо роду кобзарського», с. Крячківка (2020)

Паралельно з навчанням в університеті їздить у с. Крячківка до Ю. Фединського у якого навчається майструвати і в 2016 році виготовляє, під наставництвом Юрка, свій перший інструмент – старосвітську бандуру для мандрів автостопом. І в цьому ж селі переймає пісенну традицію від бабусь з гурту «Древо».
У 2014-2015 роках був учасником гурту «Фолькнери» (бандура, сопілка, клавішні, бек-вокал).
Ще під час навчання в університеті захопився мандрами автостопом і до початку пандемії коронавірусу (2019) щороку мандрував по Європі, де кобзарював на вулицях міст і місцевих фестивалях. Під час крайньої мандрівки у 2019 році почав вести текстовий блог у Facebook під назвою #шлях_широкий.
У 2020 офіційно презентує свій сольний folk gothic metal проєкт «SVIATOSLAV» з піснею «Святий Вечір», музичне відео до якої було зняте без залучення професійних операторів, а лише за допомогою друзів музиканта. Згодом вийшов відео-кліп до пісні «Пам’ятаю», режисером якого став сам Святослав.

### Концертна діяльність

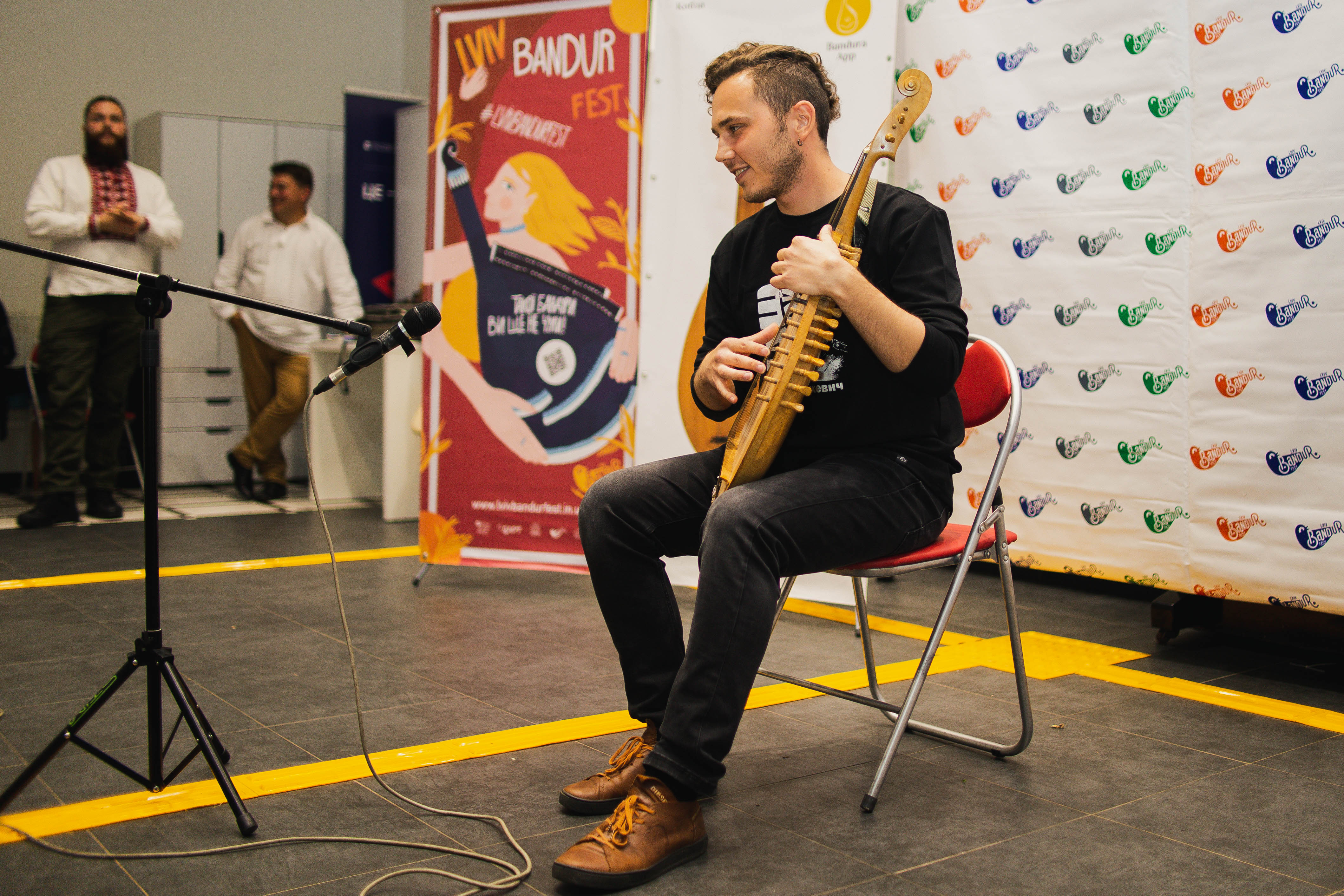
Святослав Силенко на фестивалі Lviv Bandur Fest (Львів, 2021)

Концертував майже у всіх областях України на різних концертних майданчиках — від вулиць міст до найкращих концертних залів країни. Зокрема, у палаці "Україна", Національній філармонії, Національному академічному театрі опери та балету України ім. Т.Г. Шевченка, Львівському національному академічному театрі опери та балету імені Соломії Крушельницької, Жовтневому палаці. Також багато гастролював за кордоном, зокрема в Естонії, Польщі, Білорусі, Литві, Латвії, Швеції, Швейцарії, Норвегії, Грузії, ОАЕ. Виступав і на вшануваннях українських героїв у Холодному Яру, на фестивалях Країна мрій, Етноеволюція, Лірницька Покрова та інші. Брав участь у авторських радіопередачах Емми Бабчук, Алли Демиденко, Романа Коваля та інших. Неодноразово виступав на телебаченні.

## Додаткові факти
- Починаючи з 5 років і впродовж шкільних років, під наставництвом батька був постійним учасником та переможцем міських та всеукраїнських конкурсів читців поезії Т. Шевченка[9].
- Був учасником Помаранчевої революції та Революції Гідності.
- У 2005 році взяв участь у проєкті Олега Скрипки «Пісні Барикад. Дух не згасає, дух не вмира!»[10], де записав одну з своїх перших авторських пісень «Дивувалась зима» на слова І. Франка.
- Був актором-музикантом у виставі «Буна» реж. Лєна Роман.
- Був актором у виставі «Наталка Полтавка» у театрі ім. І. Франка.
- Працював у китайському банку та найпопулярнішій українській електронній пошті на позиції HR-менеджера.
- Брав участь у записі пісень «Заповіт», «Туман яром», «Oi Šermukšnio» для альбому «XIII», гурту Широкий Лан.
- Має колекцію народного одягу, яка перейшла йому в спадок від батька.
- Захоплюється вело-мандрівками. Особистий рекорд 300 км за добу.
- З початку Російського вторгнення в Україну (2022) перебував на службі в добровольчому батальйоні «Свобода» при 112 бригаді ТРО (Київ).
- Разом з Романом Ковалем, Лесею Козенко та Євгеном Букетом упорядкував книгу спогадів про батька «Тарас Силенко, співець непримиренної України».[11]

## Відеокліпи
| Рік  | Назва кліпу                                  | Оператор(и)                          |
| ---- | -------------------------------------------- | ------------------------------------ |
| 2017 | Святослав Силенко - Осінь (Official Video)   | Андрій Паславський                   |
| 2021 | Марк Сагін&Святослав Силенко - Так чи Ні     | Андрій Паславський                   |
| 2020 | SVIATOSLAV - Святий Вечір (Official Video)   | Андрій Паславський, Ілля Сосновський |
| 2021 | SVIATOSLAV - Пам'ятаю (official lyric video) | Андрій Паславський                   |